# إيفان بلاك
إيفان بلاك (بالإنجليزية: Ivan Black)‏ هو سياسي أسترالي، ولد في 6 يوليو 1913 في أستراليا، وتوفي في 8 يوليو 1990 في لندن في المملكة المتحدة. حزبياً، نشط في الحزب الليبرالي الأسترالي. وقد انتخب عضو الجمعية التشريعية نيو ساوث ويلز.